# Eisern-Siegener Eisenbahn
| Siegelmarke |                      |                                                                      |                                                                      |
| Streckenlänge: | 12,3 km              |                                                                      |                                                                      |
| Spurweite: | 1435 mm (Normalspur) |                                                                      |                                                                      |
| |                      |                                                                      |                                                                      |
| \| \| \| Kaan-Marienborn \| \| \| \| \| von Gießen – Siegen Ost Gbf, ab 197x \| \| \| \| \| Gontermann-Peipers, Werk Marienborn \| \| \| \| \| Marienborner Straße L 719 \| \| \| \| \| Hain bis 198x \| \| \| \| \| Frankfurter Straße / Wilhelmstr. \| \| \| \| \| \| \| \| \| \| Straßenbahn: 1947–1956 Linie 4 zum und Linie 3 vom Bahnhofsvorplatz \| \| \| \| \| \| \| \| \| \| Koblenzer Straße \| \| \| \| \| von (Hagen –) Siegen Hbf; Siegbrücke \| \| \| \| \| \| \| \| \| \| \| \| \| \| \| Siegen Eintracht Bis 1947 End- station der Straßenbahn mit Anschluss \| \| \| \| \| \| \| \| \| \| Erst 201x … \| \| \| \| \| … neben die Straße verlegt \| \| \| \| \| Anschl Röhrenwerk Flender GmbH \| \| \| \| \| Eiserfelder Straße \| \| \| \| \| Siegstrecke von Siegen Hbf \| \| \| \| \| Eiserfeld (Sieg) DB / Kreisbahn \| \| \| \| \| nach Köln / Eiserfelder Straße \| \| \| \| \| Eiserfeld Ort \| \| \| \| \| Eiserfeld Reinhold Forster \| \| \| \| \| Eiserntalstraße L 907 \| \| \| \| \| Eiserfelder Hütte \| \| \| \| \| Abzw Eisenzecher Zug \| \| \| \| \| Kohlenbach \| \| \| \| \| Eisern \| \| Kilometrierung und Straßenbahnhaltestellen siehe Kreisbahn Siegen-Wittgenstein |                      |                                                                      |                                                                      |
| Betriebs-/Güterbahnhof Streckenanfang |                      | Kaan-Marienborn                                                      | Kaan-Marienborn                                                      |
| Abzweig geradeaus und von rechts |                      | von Gießen – Siegen Ost Gbf, ab 197x                                 | von Gießen – Siegen Ost Gbf, ab 197x                                 |
| Betriebsstelle Strecke ab hier außer Betrieb |                      | Gontermann-Peipers, Werk Marienborn                                  | Gontermann-Peipers, Werk Marienborn                                  |
| Strecke (außer Betrieb) |                      | Marienborner Straße L 719                                            | Marienborner Straße L 719                                            |
| Dienststation / Betriebs- oder Güterbahnhof (Strecke außer Betrieb) |                      | Hain bis 198x                                                        | Hain bis 198x                                                        |
| Strecke (außer Betrieb) |                      | Frankfurter Straße / Wilhelmstr.                                     | Frankfurter Straße / Wilhelmstr.                                     |
| |                      |                                                                      |                                                                      |
| Abzweig mit U-Bahn geradeaus, nach rechts und von rechts (Strecke außer Betrieb) |                      | Straßenbahn: 1947–1956 Linie 4 zum und Linie 3 vom Bahnhofsvorplatz  | Straßenbahn: 1947–1956 Linie 4 zum und Linie 3 vom Bahnhofsvorplatz  |
| |                      |                                                                      |                                                                      |
| Strecke von rechts und von halblinks |                      | Koblenzer Straße                                                     | Koblenzer Straße                                                     |
| Strecke |                      | von (Hagen –) Siegen Hbf; Siegbrücke                                 | von (Hagen –) Siegen Hbf; Siegbrücke                                 |
| |                      |                                                                      |                                                                      |
| |                      |                                                                      |                                                                      |
| Dienststation / Betriebs- oder Güterbahnhof · U-Bahn-Kopfbahnhof Streckenende |                      | Siegen Eintracht Bis 1947 End- station der Straßenbahn mit Anschluss | Siegen Eintracht Bis 1947 End- station der Straßenbahn mit Anschluss |
| |                      |                                                                      |                                                                      |
| |                      | Erst 201x …                                                          |                                                                      |
| Überleitstelle / Spurwechsel |                      | … neben die Straße verlegt                                           | … neben die Straße verlegt                                           |
| Betriebsstelle Streckenende · Strecke |                      | Anschl Röhrenwerk Flender GmbH                                       | Anschl Röhrenwerk Flender GmbH                                       |
| Strecke |                      | Eiserfelder Straße                                                   | Eiserfelder Straße                                                   |
| |                      | Siegstrecke von Siegen Hbf                                           |                                                                      |
| Bahnhof · Bahnhof |                      | Eiserfeld (Sieg) DB / Kreisbahn                                      | Eiserfeld (Sieg) DB / Kreisbahn                                      |
| |                      | nach Köln / Eiserfelder Straße                                       |                                                                      |
| Strecke |                      | Eiserfeld Ort                                                        | Eiserfeld Ort                                                        |
| Betriebs-/Güterbahnhof Streckenanfang und quer · Abzweig nach rechts und von rechts |                      | Eiserfeld Reinhold Forster                                           | Eiserfeld Reinhold Forster                                           |
| |                      | Eiserntalstraße L 907                                                |                                                                      |
| Blockstelle (Strecke außer Betrieb) |                      | Eiserfelder Hütte                                                    | Eiserfelder Hütte                                                    |
| Abzweig geradeaus und von rechts (Strecke außer Betrieb) |                      | Abzw Eisenzecher Zug                                                 | Abzw Eisenzecher Zug                                                 |
| Bahnhof (Strecke außer Betrieb) |                      | Kohlenbach                                                           | Kohlenbach                                                           |
| Kopfbahnhof Streckenende (Strecke außer Betrieb) |                      | Eisern                                                               | Eisern                                                               |

Die Eisern-Siegener Eisenbahn-Gesellschaft wurde 1880 durch Beteiligung des Königreichs Preußen, der Provinz Westfalen sowie der Stadt Siegen und des Kreises Siegen gegründet, um südlich von Siegen gelegene Hüttenbetriebe und Erzgruben an das Schienennetz anzubinden.

## Geschichte als eigenständiges Unternehmen
Die namengebende Strecke schloss im Übergabebahnhof Siegen an die Staatsbahn an und führte über den Bahnhof Eintracht und die Station Eiserfeld, wo ebenfalls Staatsbahnanschluss bestand, weiter nach Eiserfeld Ort und endete nach fast zehn Kilometern im Ort Eisern. Von Eintracht zweigte eine Stichbahn zum Ortsteil Hain ab. Der Güterverkehr begann 1883, der weniger bedeutende Personenverkehr in den Jahren 1890 bis 1892. Ab dem 2. Dezember 1901 wurde die Bahnstrecke nach Hain bis nach Kaan-Marienborn verlängert. Außerdem gab es zahlreiche Gleisanschlüsse. Der umfangreichste war der zur Grube Eisenzecher Zug.
Nach dem Zweiten Weltkrieg übernahm die Siegener Kreisbahn ab dem 1. Januar 1947 die Betriebsführung der Eisern-Siegener Eisenbahn. Sie elektrifizierte deren Strecken und führte einen Straßenbahnbetrieb ein. Dieser wurde schon 1956 wieder eingestellt: am 28. Juli nach Kaan-Marienborn und am 31. August nach Eisern, hier zunächst wegen einer Gleisverlegung, am 31. August 1958 dann aber endgültig.
Während zeitweise erhebliche Aktienanteile in der Hand der örtlichen Industriebetriebe gelegen hatten, übernahmen Stadt und Kreis Siegen im Jahre 1952 das gesamte Kapital. Dieses übertrugen sie 1953 auf die Siegener Kreisbahn; die Eisern-Siegener Eisenbahn-AG wurde aufgelöst. Im Zuge der industriellen Entwicklung wurde auch der Güterverkehr in den Jahren 1969 bis 1979 weitgehend stillgelegt.